# Адаптивный дизайн (медицина)

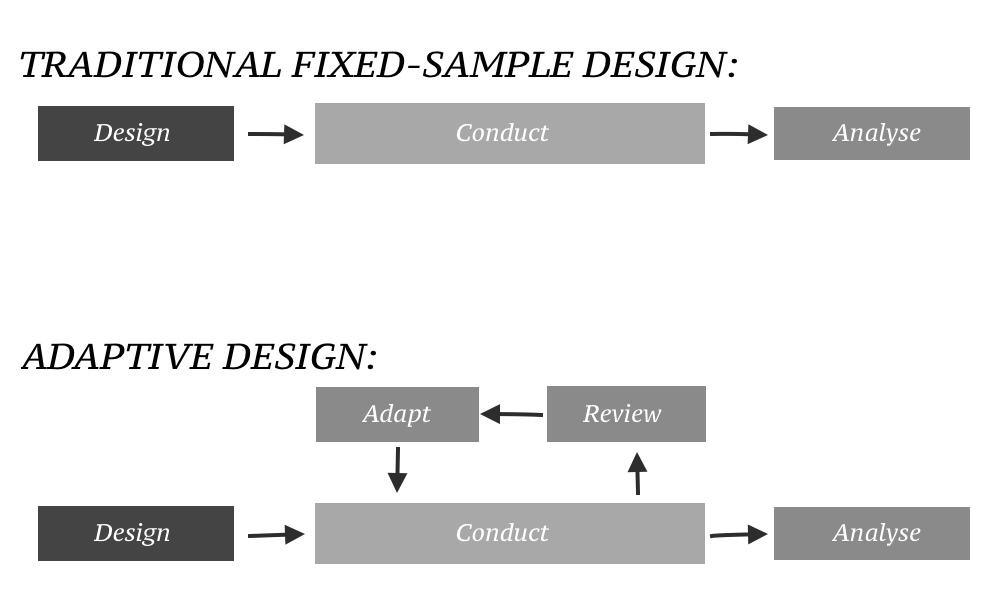
Блок-схема адаптивного дизайна клинического исследования

При адаптивном дизайне клинического исследования параметры и проведение исследования потенциального лекарственного препарата или вакцины могут подвергаться изменениям на основе промежуточного анализа ,,. Адаптивный дизайн исследования включает расширенный статистический анализ для интерпретации конечной точки клинического исследования . Это контрастирует с традиционными одногрупповыми (то есть нерандомизированными) клиническими исследованиями или рандомизированными клиническими исследованиями (РКИ), протоколы которых являются статичными и параметры которых не изменяются до завершения исследования. Процесс адаптации происходит на определенных этапах исследования, прописанных в его протоколе. Важно отметить, что протокол исследования устанавливается до его начала с указанием графика адаптации и процессов. Адаптации могут включать изменения в дозе, размере выборки, исследуемом препарате, критериях отбора пациентов и/или «коктейльной» смеси . PANDA (англ. A Practical Adaptive & Novel Designs and Analysis toolkit, набор инструментов для практического адаптивного и нового дизайна и анализа) предоставляет не только краткое описание различных адаптивных проектов, но и исчерпывающую информацию о планировании, проведении, анализе и отчетности адаптивного дизайна .

## Цель
Целью адаптивного исследования является более быстрая идентификация лекарств или устройств, оказывающих терапевтический эффект, и сосредоточение внимания на группах пациентов, для которых препарат подходит . При эффективном проведении адаптивные исследования могут помочь найти новые методы лечения, сводя при этом к минимуму количество пациентов, подвергающихся рискам клинических испытаний, в частности за счет сокращения числа пациентов, включенных в группы лечения, которые демонстрируют минимальную эффективность или более высокий уровень побочных эффектов. В адаптивных исследованиях можно корректировать практически любую часть плана на основе заранее установленных правил и статистического дизайна, например размера выборки, добавления новых групп, исключения менее эффективных групп и изменения вероятности рандомизации в конкретную группу.

## История
В 2004 году Администрация по продуктам питания и лекарствам США (FDA) представила «Инициативу стратегического пути» с целью изменить способ выхода лекарств из лаборатории на рынок. Эта инициатива была направлена на решение проблемы высокого уровня отсева, наблюдаемого на клиническом этапе. В ее рамках исследователям также была предложена гибкость, позволяющая найти оптимальную клиническую пользу, не влияя при этом на достоверность исследования. Адаптивные клинические испытания изначально проводились в рамках этого режима .
В 2010 году FDA выпустила проект руководства по адаптивному дизайну исследований . В 2012 году Президентский консультативный совет по науке и технологиям (PCAST) рекомендовал FDA «запустить пилотные проекты по изучению механизмов адаптивного одобрения для получения доказательств на протяжении всего жизненного цикла препарата, от предпродажной до постмаркетинговой фазы». Хотя это не было конкретно связано с клиническими испытаниями, совет также рекомендовал FDA «в полной мере использовать ускоренное одобрение для всех лекарств, отвечающих установленным законом стандартам для удовлетворения неудовлетворенных потребностей при серьезных или опасных для жизни заболеваниях и таковых, демонстрирующих влияние на клинические конечные точки, за исключением выживаемости, или необратимой заболеваемости, или какой-либо суррогатной конечной точки, которая может предсказать клиническую пользу» .
К 2019 году FDA обновило свои рекомендации 2010 года и выпустило «Руководство по клиническим испытаниям адаптивного дизайна для лекарств и биологических препаратов» .

## Характеристики
Традиционно клинические исследования проводятся в три этапа .
1. Планирование.
2. Проведение в соответствии с дизайном исследования.
3. Анализ полученных данных по мере их получения и готовности к обработке.

## Типы

### Обзор
Любой дизайн исследования, который подразумевает наличие изменений во время активного участия в исследовании, можно считать адаптивным. Существует несколько типов исследований, однако в действительности каждое отдельное исследование может сочетать в себе элементы множества других ,,,,,. В некоторых случаях исследования становятся непрерывным процессом, в который регулярно добавляются и из которого исключаются методы лечения и группы пациентов по мере получения дополнительной информации .
| Тип пробного дизайна                      | Адаптируемый элемент                                                              | Описание |
| ----------------------------------------- | --------------------------------------------------------------------------------- | --- |
| Определение дозы                          | Лечебная доза                                                                     | Дозу можно изменить, чтобы найти минимально токсичную и максимально эффективную дозу |
| Адаптивная гипотеза                       | Конечные точки исследования                                                       | В соответствии с заранее установленными протоколами эти исследования могут адаптироваться для изучения новых гипотез и соответственно добавлять новые конечные точки. Примером может служить переход от дизайна превосходства к дизайну не меньшей эффективности                                                    |
| Групповое последовательное проектирование | Размер выборки по заданному интервалу времени                                     | Размеры выборки могут быть изменены. В этих исследованиях размер выборки обычно изменяется путем добавления или исключения наборов пациентов, например путем добавления 20 пациентов одновременно, а затем повторной оценки. Этот тип дизайна подробно описан в PANDA                                               |
| Адаптивная рандомизация на основе ответа  | Коэффициенты рандомизации                                                         | Вероятность попадания в одну конкретную группу может измениться. Группы лечения не добавляются и не исключаются, но вероятность рандомизации, например, в группу лечения может увеличиться после промежуточного анализа. Этот тип дизайна подробно описан в PANDA                                                   |
| Адаптивная смена лечения                  | Лечение                                                                           | Такие исследования, основанные на заранее установленных правилах, могут переводить отдельных пациентов из одной группы в другую |
| Адаптивность на основе биомаркеров        | Множественные, на основе открытий биомаркеров                                     | Эти испытания включили биомаркеры в процесс принятия решений. Примеры включают сосредоточение внимания на подгруппе населения, которая биологически может быть более восприимчивой к лечению, или выбор новых методов лечения для испытаний по мере того, как становится все больше известно о биологии заболевания |
| Расширение популяционной группы           | Численность зарегистрированного населения                                         | Популяция, члены которой будут участвовать в исследовании, может меняться в зависимости, например, от улучшения эпидемиологического понимания заболевания. Этот тип дизайна подробно описан в PANDA |
| Платформенные исследования                | Множественный; все различные группы лечения имеют одну и ту же контрольную группу | Платформенные исследования определяются наличием постоянной контрольной группы, с которой сравниваются группы переменного лечения |
| Множество этапов и ресурсов               | Текущие методы лечения                                                            | Эти исследования адаптируются таким образом, чтобы прекратить набор участников в группы лечения, которые показывают меньшую эффективность. Поэтому они не распределяют новых участников в группы лечения, которые кажутся наименее эффективными. Этот тип дизайна подробно описан в PANDA                           |
| Повторная оценка размера выборки          | Размер выборки                                                                    | Размеры выборки всего исследования или отдельных групп могут меняться по мере того, как становится известно больше о величине эффекта. Этот тип дизайна подробно описан в PANDA |
| Бесшовная фаза I/II                       | Вступление во II фазу испытаний                                                   | В этих исследованиях одновременно собираются данные о безопасности и дозе |
| Бесшовная фаза II/III                     | Вступление в III фазу испытаний                                                   | В этих исследованиях одновременно собираются данные о дозе и эффективности |

### Дизайн определения дозы
Фаза I клинических исследований сосредоточена на выборе конкретной дозы препарата для дальнейшего использования в будущих испытаниях. Исторически такие испытания имели структуру, «основанную на правилах» (или «алгоритмах»), например схему 3+3 . Однако испытания по структуре «A+B», основанные на правилах, не подходят для исследований фазы I и уступают адаптивным планам, основанным на моделях . Примером дизайна превосходства является метод постоянной переоценки (CRM) ,,.

### Групповой последовательный дизайн
Групповой последовательный дизайн — это применение последовательного анализа к клиническим испытаниям. При каждом промежуточном анализе исследователи будут использовать текущие данные, чтобы решить, следует ли прекратить исследование или продолжить набор новых участников. Испытание может быть остановлено либо потому, что доказательства эффективности лечения имеют достаточную силу («остановка ради пользы»), либо не имеют («остановка из-за бесполезности»). Заранее оговаривается, может ли испытание быть остановлено только из-за бесполезности, из-за пользы или из-за того и другого. В схеме предусмотрены «обязательные правила остановки», когда испытание должно быть прекращено при превышении установленного порога доказательств («сильных» или «слабых») в ходе определенного промежуточного анализа. В противном случае у него есть «необязательные правила остановки», а именно может быть принята во внимание другая информация, например данные по безопасности. Количество промежуточных анализов указывается заранее и может быть любым: от одного промежуточного анализа («двухэтапный» план) до промежуточного анализа после каждого участника («непрерывный мониторинг»).
Для исследований с бинарным исходом (ответ/отсутствие ответа) и одной группой лечения популярным и простым групповым последовательным дизайном с двумя этапами является дизайн Саймона. В этой схеме в середине испытания проводится один промежуточный анализ, после чего испытание либо прекращается из-за бесполезности либо переходит ко второму этапу . А. Мандер и С. Томпсон также предложили схему с единственным промежуточным анализом, после чего испытание могло прекратиться либо из-за бесполезности либо из-за пользы .
В одногрупповых одноэтапных исследованиях с бинарными исходами успех или неудача исследования определяется количеством ответов, наблюдаемых к концу исследования. Это означает, что можно будет с уверенностью узнать результат исследования (успех или неудача) до того, как будут доступны все данные. Планирование прекращения исследования после того, как результат станет известен с уверенностью, называется нестохастическим сокращением. Это в среднем уменьшает размер выборки. Планирование прекращения исследования, когда вероятность успеха, основанная на полученных на данный момент результатах, выше или ниже определенного порога, называется стохастическим сокращением. Это уменьшает средний размер выборки даже больше, чем нестохастическое сокращение. Стохастическое и нестохастическое сокращения также можно использовать в двухгрупповых исследованиях с бинарными исходами, где успех или неудача исследования определяется количеством ответов, наблюдаемых в каждой группе к концу исследования.

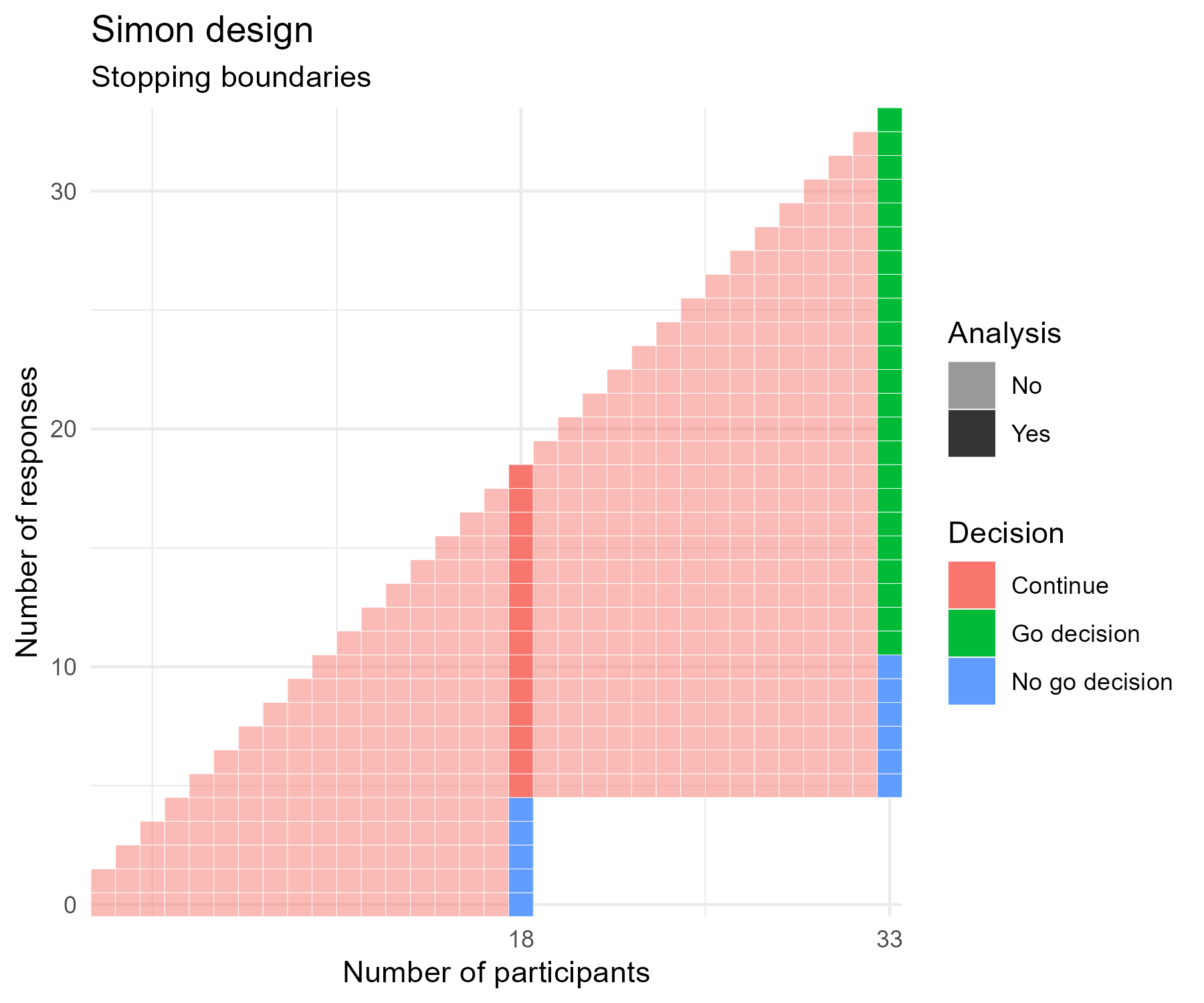
Пример дизайна Саймона, двухэтапного плана исследования с бинарным исходом

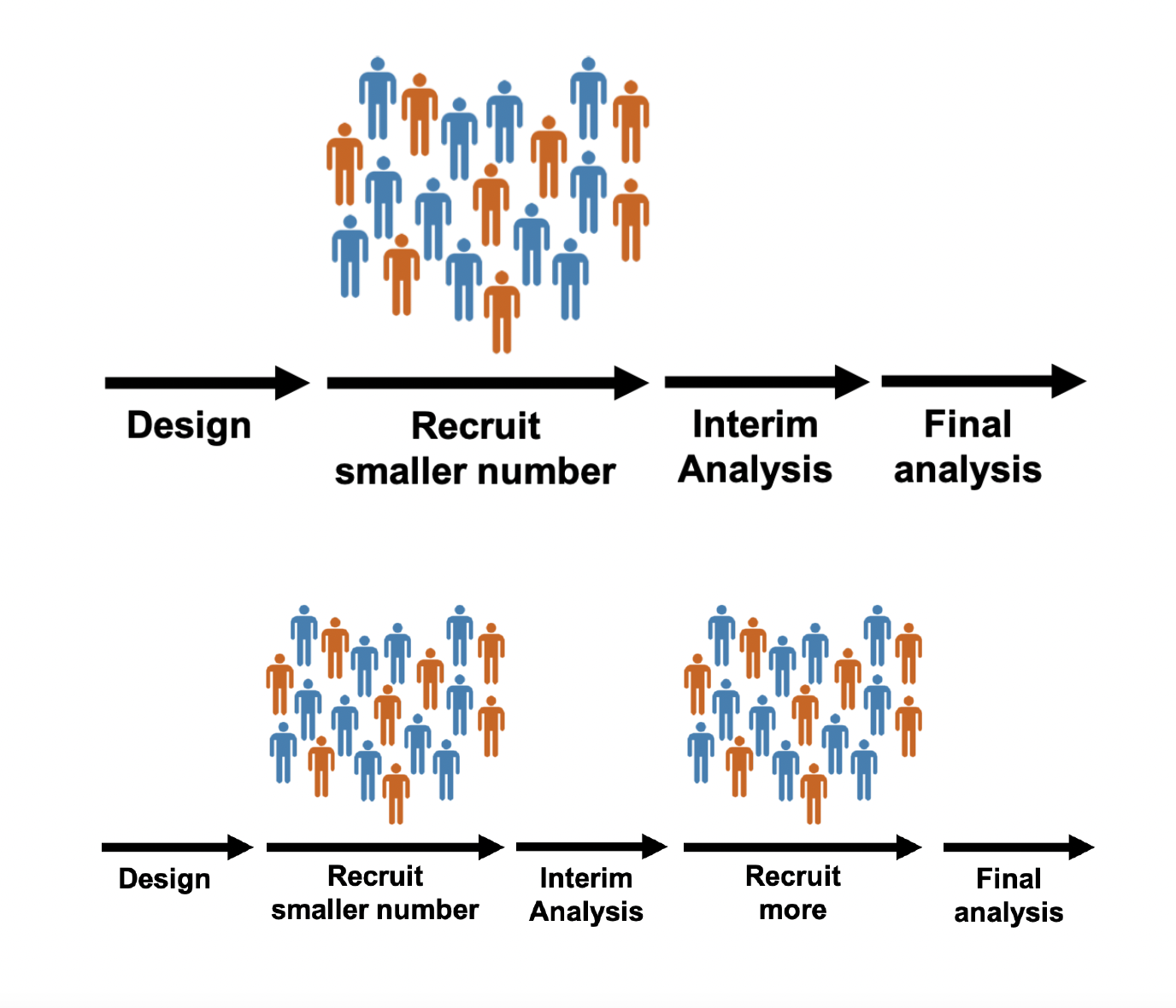
Два возможных варианта двухэтапного исследования: остановка на первом этапе (вверху) и остановка на втором этапе (внизу)

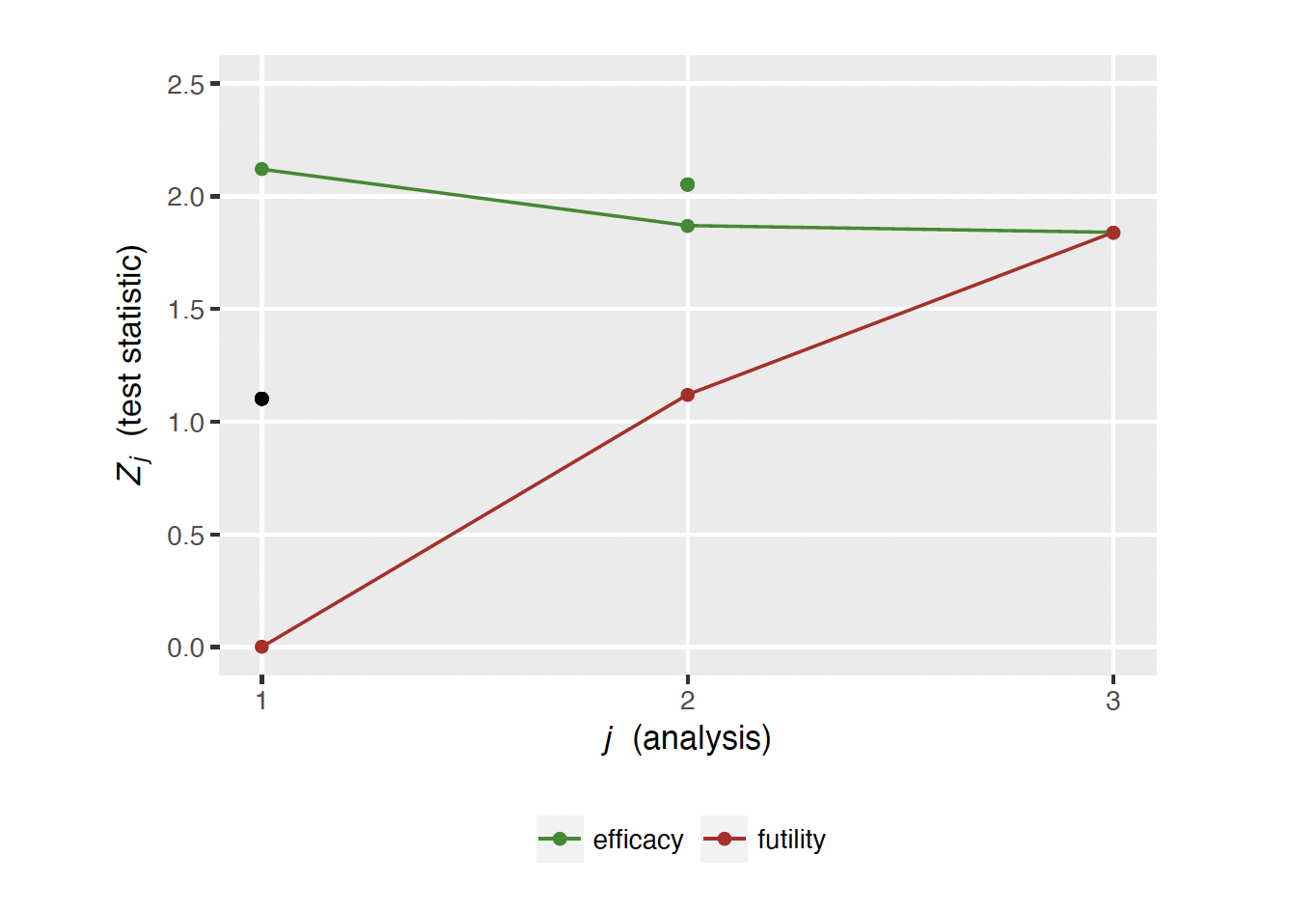
Пример трехэтапного группового последовательного проектирования, показанный с точки зрения статистики теста.

## Применение
Метод адаптивного проектирования получил развитие в основном в начале XXI века . В ноябре 2019 года Управление по санитарному надзору за качеством пищевых продуктов и медикаментов США предоставило рекомендации по использованию адаптивных дизайнов в клинических испытаниях .

### В исследованиях, связанных с COVID-19, в 2020 г.
В апреле 2020 года Всемирная организация здравоохранения опубликовала «План исследований и разработок (для) нового коронавируса». В плане задокументировано «крупное международное индивидуальное рандомизированное контролируемое клиническое исследование с участием нескольких центров», позволяющее «одновременно оценить преимущества и риски каждой многообещающей вакцины-кандидата в течение 3–6 месяцев после того, как она станет доступной для испытания». В плане также указан Глобальный целевой профиль продукта (TPP) для COVID-19, определяющий благоприятные свойства безопасных и эффективных вакцин в двух широких категориях: «вакцины для долгосрочной защиты людей с повышенным риском заражения COVID-19, таких как медицинские работники» и другие вакцины для обеспечения быстрого иммунитета в случае новых вспышек .
Международная команда TPP была сформирована для 1) оценки разработки наиболее перспективных вакцин-кандидатов; 2) составления карты вакцин-кандидатов и их клинических испытаний по всему миру с публикацией часто обновляемого «ландшафта» вакцин, находящихся в разработке ; 3) быстрой оценки и скрининга наиболее многообещающих вакцин-кандидатов одновременно, прежде чем они будут испытаны на людях и 4) разработки и координирования международного рандомизированного контролируемого исследования в нескольких центрах — «Испытания солидарности» вакцин , — обеспечения единовременной оценки преимуществ и рисков различных вакцин-кандидатов в ходе клинических испытаний в странах с высоким уровнем заболеваемости COVID-19 с обеспечением быстрой интерпретации и обмена результатами по всему миру . Коалиция ВОЗ по вакцинам определит приоритетность того, какие вакцины должны перейти в фазу II и III клинических исследований, и выявит единый протокол фазы III для всех вакцин, достигших ключевой стадии испытаний .
В глобальных исследованиях «Солидарность» и европейских исследованиях «Дискавери» с участием госпитализированных людей с тяжелой инфекцией COVID-19 применяется адаптивный дизайн для быстрого изменения параметров исследования по мере появления результатов четырех экспериментальных терапевтических стратегий ,,,. Национальный институт аллергии и инфекционных заболеваний США (NIAID) инициировал международное исследование фазы III с адаптивным дизайном (называемое «ACTT»), в котором примут участие до 800 госпитализированных людей с COVID-19 в 100 учреждениях в нескольких странах .

### Рак молочной железы
Адаптивная конструкция исследования позволила двум экспериментальным лекарствам от рака молочной железы дать многообещающие результаты всего за шесть месяцев испытаний, что намного короче, чем обычно. Исследователи оценили результаты во время исследования и обнаружили, что рак был подавлен более чем у половины одной группы пациентов. В ходе испытания, известного как I-Spy 2, было протестировано 12 экспериментальных препаратов .

#### I-SPY 1
В рамках своего предшественника I-SPY 1 десять онкологических центров и Национальный институт рака (программа NCI SPORE и кооперативные группы NCI) сотрудничали для определения показателей реагирования, которые лучше всего прогнозировали бы выживаемость женщин с раком молочной железы высокой степени риска. В течение 2002–2006 гг. в исследовании наблюдалось 237 пациентов, проходивших неоадъювантную терапию перед операцией. Итеративная МРТ и образцы тканей контролировали биологические показатели пациентов, получавших химиотерапию, проводимую в неоадъювантном или дооперационном режиме. Оценка прямого воздействия химиотерапии на опухолевую ткань заняла гораздо меньше времени, чем мониторинг результатов у тысяч пациентов в течение длительных периодов времени. Данный подход помог стандартизировать процессы визуализации и отбора образцов опухолей, а также привел к миниатюризации анализов. Ключевые результаты заключались в том, что реакция опухоли была хорошим предиктором выживаемости пациентов, а уменьшение опухоли во время лечения было хорошим предиктором долгосрочного результата. Важно отметить, что подавляющее большинство опухолей было идентифицировано как опухоли высокого риска только по молекулярным признакам. Однако гетерогенность как характеристика в этой группе женщин и измерение реакции внутри подтипов опухолей дали больше информации, чем рассмотрение группы в целом. В рамках генетических характеристик уровень ответа на лечение, по-видимому, является разумным предиктором результата. Кроме того, его общая база данных способствовала пониманию реакции на лекарства и позволила создать новые цели и агенты для последующего тестирования .

#### I-SPY 2
I-SPY 2 — это адаптивное клиническое исследование нескольких схем лечения фазы II в сочетании со стандартной химиотерапией. I-SPY 2 связал 19 академических онкологических центров, два общественных центра, FDA, NCI, фармацевтические и биотехнологические компании, защитников интересов пациентов и партнеров-филантропов. Исследование спонсируется Консорциумом биомаркеров Фонда NIH (FNIH) и проводится совместно FNIH и QuantumLeap Healthcare Collaborative. I-SPY 2 был разработан для изучения гипотезы о том, что различные комбинации методов лечения рака имеют разную степень успеха для разных пациентов. Обычные клинические исследования, оценивающие послеоперационную реакцию опухоли, требуют отдельного исследования с длительными интервалами и большими популяциями для проверки каждой комбинации. В отличие от них I-SPY 2 организован как непрерывный процесс. Он эффективно оценивает несколько режимов терапии, полагаясь на предикторы, разработанные в I-SPY 1, которые помогают быстро определить, будут ли пациенты с определенной генетической сигнатурой реагировать на данный режим лечения. Исследование является адаптивным, поскольку исследователи учатся по ходу дела и не продолжают лечения, которое кажется неэффективным. Все пациенты классифицируются на основе тканевых и визуальных маркеров, собранных на ранних стадиях и итеративно (маркеры пациента могут меняться со временем) на протяжении всего исследования, таким образом, информация, полученная на более ранних этапах, может помочь в лечении последующих пациентов. Лечение, которое показывает положительный эффект для группы пациентов, может быть отправлено на подтверждающие клинические испытания, тогда как те, которые этого не делают, могут быть быстро отстранены от участия. Важно отметить, что подтверждающие испытания могут служить путем ускоренного одобрения FDA. I-SPY 2 может одновременно оценивать препараты-кандидаты, разработанные несколькими компаниями, продвигая или исключая лекарства на основе немедленных результатов. Использование одной стандартной группы для сравнения всех кандидатов в исследовании позволяет сэкономить значительные средства по сравнению с отдельными исследованиями фазы III. Все данные распространяются по всей отрасли . По состоянию на январь 2016 года I-SPY 2 провела сравнение 11 новых методов лечения со «стандартной терапией», и ожидалось, что процесс завершится в сентябре 2017 года . К середине 2016 года несколько методов лечения были выбраны для последующих испытаний .

### Болезнь Альцгеймера
Исследователи планируют использовать адаптивный дизайн исследования, чтобы ускорить разработку методов лечения болезни Альцгеймера с бюджетом в 53 миллиона евро. Ожидалось, что первое испытание в рамках этой инициативы начнется в 2015 году и в нем примут участие около десятка компаний .

## Байесовский дизайн
Регулируемый характер адаптивных испытаний предполагает использование байесовского статистического анализа. Байесовская статистика по своей сути касается обновления информации, например той, которая наблюдается в адаптивных исследованиях, которые изменяются на основе обновленной информации, полученной в результате промежуточного анализа. Проблема адаптивного дизайна клинических исследований более или менее похожа на «проблему бандитов», изучаемую в области обучения с подкреплением.
Согласно рекомендациям FDA, адаптивное байесовское клиническое исследование может включать :
- временные меры направлены на прекращение или корректировку набора пациентов;
- временные меры по оценке возможности досрочного прекращения исследования по причине успеха, бесполезности или вреда;
- обращение гипотезы не меньшей эффективности к превосходству или наоборот;
- снижение ресурсов или доз или корректировка доз;
- модификация уровня рандомизации для увеличения вероятности того, что пациенту будет назначено наиболее подходящее лечение (или «рука» в модели «многорукого бандита»).

Байесовский рамочный непрерывный индивидуальный индекс риска, основанный на динамических измерениях у онкологических больных, может эффективно использоваться для адаптивных дизайнов исследований. Платформенные исследования во многом полагаются на байесовский подход.

## Статистический анализ
Проблема адаптивного дизайна клинических исследований более или менее похожа на «проблему бандитов», изучаемую в области обучения с подкреплением.

## Возросшая сложность
Логистика управления традиционными клиническими исследованиями с неадаптивным дизайном может быть сложной. В клинических исследованиях с адаптивным дизайном адаптация дизайна по мере получения результатов усложняет дизайн, мониторинг, поставку лекарств, сбор данных и рандомизацию . Более того, в протоколе исследования должно быть указано, какой именно вид адаптации будет разрешен . Предварительная публикация протокола исследования повышает достоверность окончательных результатов, поскольку дает понять, что любая адаптация, имевшая место в ходе исследования, была запланированной, а не произвольной. По данным PCAST, «один из подходов состоит в том, чтобы сосредоточить исследования на конкретных группах пациентов, которые с наибольшей вероятностью получат пользу на основе проверенных биомаркеров. В некоторых случаях использование соответствующих биомаркеров может позволить резко уменьшить размер выборки, необходимый для достижения статистической значимости, например с 1500 до 50 пациентов» .
Адаптивные дизайны по сравнению с традиционными дизайнами клинических исследований несколько сложнее. Например, необходимо учитывать любое множественное тестирование либо в результате рассмотрения нескольких групп лечения, либо в результате многократного рассмотрения одной группы лечения. Другим примером является статистическая ошибка, которая может быть более вероятной при использовании адаптивного дизайна, и ее тоже необходимо учитывать.
Хотя адаптивный дизайн может являться прогрессивным по сравнению с неадаптивным в некоторых отношениях (например, ожидаемый размер выборки), однако он не всегда является лучшим выбором в целом: в некоторых случаях сложность адаптивного метода исследования может не оправдать своих преимуществ. Примером этого может служить случай, когда исследование основано на измерении, наблюдение за которым занимает много времени, поскольку это будет означать проведение промежуточного анализа, в то время как многие участники уже начали лечение, но еще не могут предоставить промежуточные результаты .

## Риски
Более короткие испытания могут не выявить долгосрочные риски, такие как возвращение рака .

## Ресурсы (внешние ссылки)
What are adaptive clinical trials? (англ.) (video). youtube.com. Medical Research Council Biostatistics Unit (17 ноября 2022).
Burnett, Thomas (2020). Adding flexibility to clinical trial designs: An example-based guide to the practical use of adaptive designs. BMC Medicine. 18 (1). doi:10.1186/s12916-020-01808-2. PMID 33208155.{{cite journal}}:  Википедия:Обслуживание CS1 (не помеченный открытым DOI) (ссылка)
Jennison, Christopher. Group Sequential Methods with Applications to Clinical Trials / Christopher Jennison, Bruce Turnbull. — 1999. — ISBN 0849303168.
Wason, James M. S. (2019). When to keep it simple – adaptive designs are not always useful. BMC Medicine. 17 (1). doi:10.1186/s12916-019-1391-9. PMID 31370839.{{cite journal}}:  Википедия:Обслуживание CS1 (не помеченный открытым DOI) (ссылка)
Wheeler, Graham M. (2019). How to design a dose-finding study using the continual reassessment method. BMC Medical Research Methodology. 19 (1). doi:10.1186/s12874-018-0638-z. PMID 30658575.{{cite journal}}:  Википедия:Обслуживание CS1 (не помеченный открытым DOI) (ссылка)
Grayling, Michael John (2020). A review of available software for adaptive clinical trial design. Clinical Trials. 17 (3): 323–331. doi:10.1177/1740774520906398. PMID 32063024.